# Dunca Expediții
Dunca Expediții este o companie de transport din Timișoara.
Compania este deținută de Ioan Dunca, care are 50% din acțiuni, de societatea comercială Holian SA care deține 28% din capitalul social, de Doru Husarciuccare care are 16% din acțiuni, de Constantin Daminescu, cu 3% din acțiuni și de Dan Romeo Dunca, care are o participație de 3% în cadrul companiei.
Dunca Expediții deține o flotă de 500 de camioane.
Număr de angajați:
- 2009: 800[2]
- 2006: 508[1]
- 2005: 420[1]

Cifra de afaceri:
- 2008: 32,3 milioane euro[2]
- 2006: 77 milioane lei[1]
- 2005: 55,8 milioane lei[1]

Venit net:
- 2006: 10,5 milioane lei[1]
- 2005: 3 milioane lei[1]